# Нью-Йорк (провінція)
Провінція Нью-Йорк (англ. Province of New York) — англійська, пізніше британська королівська колонія, спочатку включала нинішні штати Нью-Йорк, Нью-Джерсі, Делавер і Вермонт, частини штатів Коннектикут, Массачусетс і Мен і східну Пенсільванію. Територія на північному заході штату Нью-Йорк належала племені ірокезів і оскаржувалася між англійськими колоніями і Новою Францією; територія нинішнього штату Вермонт оскаржувалася між провінціями Нью-Йорк і Нью-Гемпшир.

## Історія
На території сучасного штату Нью-Йорк люди проживають протягом більш ніж десяти тисяч років. У XVI столітті, коли тут з'явилися перші європейці, у північних та західних регіонах Нью-Йорка (від річки Гудзон до Великих озер) жили племена ірокезів. П'ять з них (кайюга, Мохок, Онейда, онондага і сенека) утворили союз, відомий як Ліга ірокезів, пізніше в цей союз були прийняті і втекли під тиском європейців з Північної Кароліни і Вірджинії індіанці тускарора. На півдні Нью-Йорка жили також не залучені в Лігу ірокезів представники народності саскуеханнок.
Першим європейським дослідником, який побачив землі Нью-Йорка, став в 1524 році італієць Джованні да Верразано (Верраццано). Будучи на службі у французького короля, він проплив узбережжя Америки від Північної Кароліни до Род-Айленда. У Нью-Йоркській бухті Верразано зустрівся з індіанцями ленни-ленапе, а гирло річки Гудзон він прийняв за велике озеро. На честь цього першопрохідника названі кілька мостів на сході США: в Род-Айленді, Меріленді і Нью-Йорк-сіті (з'єднує райони Бруклін і Стейтен-Айленд).
У 1609 році північні землі Нью-Йорка досліджував француз Самюель де Шамплен, саме на його честь названо розташоване на кордоні США і Канади (а також штатів Нью-Йорк і Вермонт) озеро Шамплейн.
У тому ж, 1609 році піднявся вгору по річці, названої пізніше його ім'ям, англійський капітан Генрі Гудзон (Хадсон). Він шукав для голландської Ост-Індської компанії морський шлях з Атлантичного в Тихий океан, але замість цього заклав своїми дослідженнями основу для колонізації Нью-Йорка.
З 1611 по 1614 роки узбережжя Нью-Джерсі, Нью-Йорка, Коннектикуту, Род-Айленда і Массачусетсу досліджував голландець Адріан Блок. Саме він склав першу досить докладну карту регіону, на якій вперше з'явилася назва колонії «Нові Нідерланди» (або «Нова Голландія»).
У 1614 році на місці сучасної столиці штату Нью-Йорк міста Олбані був побудований форт Нассау — перша голландське поселення в Америці. Через чотири роки форт був зруйнований паводком і занедбаний, але вже в 1624 році неподалік був споруджений новий, який отримав назву Оранж.